# Природно-заповідний фонд Бережанської міської ради
Станом на 1 січня 2017 року у віданні Бережанської міської ради є 9 територій та об'єктів природно-заповідного фонду загальною площею 91,19 га.
- 2 заказники місцевого значення загальною площею 65,0 га, в тому числі:
  - 1 ботанічний заказник загальною площею 5,0 га,
  - 1 орнітологічний заказник площею 60,0 га,
- 5 пам'яток природи місцевого значення загальною площею 1,19 га, в тому числі:
  - 1 геологічна пам'ятка природи загальною площею 0,10 га,
  - 1 гідрологічна пам'ятка природи загальною площею 1,0 га,
  - 3 вікових дерева загальною площею 0,09 га,
- 1 дендрологічний парк місцевого значення площею 5,0 га,
- 1 парк-пам'ятка садово-паркового мистецтва загальнодержавного значення площею 20,0 га.

Входить до складу територій ПЗФ інших категорій 3 об'єкти загальною площею 0,09 га, а саме:
- ботанічні пам'ятки природи Дуб Богдана Хмельницького, Дуб «Велетень» і Дуб «Богатир» входять до складу Раївського парку.

Фактично на території Бережанської міської ради є 9 територій та об'єктів ПЗФ загальною площею 91,10 га, що становить 1,86 % території міської ради.

## Заказники
| №  | Назва території або об'єкта | Площа, га | Рішення про створення (зміну)       | Розташування                                | Керуюча організація                                                             | Світлина, альбом |
| -- | --------------------------- | --------- | ----------------------------------- | ------------------------------------------- | ------------------------------------------------------------------------------- | ---------------- |
| 1. | Урочище «Сторожисько»       | 5,0       | Рішення ВК ТОР від 30.08.1990 № 189 | Південно-західна околиця міста              | Бережанське районне державне агролісгосподарське підприємство «Бережаниагроліс» |                  |
| 2. | Урочище «Кашталівка»        | 60,0      | Рішення ТОР від 18.03.1994          | Північно-східна частина Бережанського ставу | Бережанська районна державна адміністрація                                      | альбом           |

## Пам'ятки природи
| №                                                | Назва території або об'єкта | Площа, га | Рішення про створення (зміну)                                                                    | Розташування | Керуюча організація                          | Світлина, альбом |
| ------------------------------------------------ | --------------------------- | --------- | ------------------------------------------------------------------------------------------------ | --- | -------------------------------------------- | ---------------- |
| Геологічні пам'ятки природи місцевого значення   |                             |           |                                                                                                  | |                                              |                  |
| 1.                                               | Чортів камінь               | 0,1       | Рішення ВК ТОР від 27.12.1976 № 637                                                              | с. Лісники, Бережанське лісництво, кв. 13 вид. 12, лісове урочище «Лісники»                                                             | ДП «Бережанське лісомисливське господарство» | альбом           |
| Гідрологічні пам'ятки природи місцевого значення |                             |           |                                                                                                  | |                                              |                  |
| 1.                                               | Монастирські джерела        | 1,0       | Рішення ТОР від 18.03.1994                                                                       | на околиці с. Лісники, два джерела, каскад невисоких штучно створених озерець з прилеглими схилами, ставок із гідротехнічними спорудами | МПП «Чумацький шлях»                         |                  |
| Ботанічні пам'ятки природи місцевого значення    |                             |           |                                                                                                  | |                                              |                  |
| 1.                                               | Дуб Б. Хмельницького        | 0,04      | Рішення ВК ТОР від 15.06.1964 № 449                                                              | с. Рай, Бережанське лісництво, кв. 24 вид. 2, територія Раївського парку                                                                | ДП «Бережанське лісомисливське господарство» | альбом           |
| 2.                                               | Дуб «Велетень»              | 0,02      | Рішення ВК ТОР від 28.10.1970 № 829, зі змінами затвердженими рішенням ТОР від 15.10.2015 № 2009 | с. Рай, Бережанське лісництво, кв. 24 вид. 2, територія Раївського парку                                                                | ДП «Бережанське лісомисливське господарство» | альбом           |
| 3.                                               | Дуб «Богатир»               | 0,03      | Рішення ВК ТОР від 28.10.1970 № 829                                                              | с. Рай, Бережанське лісництво, кв. 24 вид. 2, територія Раївського парку                                                                | ДП «Бережанське лісомисливське господарство» | альбом           |

## Парки
| №                                        | Назва території або об'єкта | Площа, га | Рішення про створення (зміну)                      | Розташування                                                       | Керуюча організація | Світлина, альбом |
| ---------------------------------------- | --------------------------- | --------- | -------------------------------------------------- | ------------------------------------------------------------------ | --- | ---------------- |
| Дендропарк                               |                             |           |                                                    |                                                                    | |                  |
| 1.                                       | Бережанський                | 5,0       | Рішення ВК ТОР від 15.06.1994 № 449                | с. Рай, Бережанське лісництво, кв. 24 вид. 1, лісове урочище «Рай» | Відокремлений підрозділ національного університету біоресурсів і природокористування України «Бережанський агротехнічний інститут»                                                                        | альбом           |
| Парк-пам'ятка садово-паркового мистецтва |                             |           |                                                    |                                                                    | |                  |
| 1.                                       | Раївський                   | 20,0      | Постанова Ради Міністрів УРСР від 29.01.1960 № 105 | с. Рай, Бережанське лісництво, кв. 24 вид. 2, лісове урочище «Рай» | Відокремлений підрозділ національного університету біоресурсів і природокористування України «Бережанський агротехнічний інститут» Єпархіальне управління Сокальсько-Жовківської єпархії УГКЦ — 3,8314 га | альбом           |